# هرب جفریس
هرب جفریس (انگلیسی: Herb Jeffries؛ ۲۴ سپتامبر ۱۹۱۳ – ۲۵ مهٔ ۲۰۱۴) یک موسیقی‌دان اهل ایالات متحده آمریکا بود. وی بین سال‌های ۱۹۳۳ تا ۱۹۹۵ میلادی فعالیت می‌کرد.